# موريس بودنار
موريس بودنار هو سياسي كندي، ولد في 4 سبتمبر 1948. حزبياً، نشط في الحزب الليبرالي الكندي. وقد انتخب عضو مجلس العموم الكندي.